# Линия Тис Вэлли
Линия Тис-Вэлли (англ. Tees Valley Line) — железнодорожная линия в Северной Англии являющаяся частью изначального маршрута Железной дороги Стоктон — Дарлингтон. Линия протяженностью 38 миль (61 км) соединяет станцию Бишоп-Окленд с станицей Солтберн через Дарлингтон, Мидлсбро и 14 других станций в долине Тис.
Участок между Дарлингтоном и Бишоп-Окленд называется Линия Бишоп (The Bishop Line) и обслуживается Bishop Line Community Rail Partnership.

## Пассажирские услуги
Пассажирские перевозки на линии Тис Вэлли оказываются компанией Northern Trains, с ежечасным сообщением между Солтберном и Бишоп-Оклендом и получасовыми поездами до Дарлингтона.
Дополнительные поезда компании Northern Trains курсируют по линии в утренние часы пик, а некоторые рейсы между Мидлсбро и Ньюкаслом проходят по Главной линии Восточного побережья (East Coast Main Line), а не по Береговой линии Дарема (Durham Coast Line).
TransPennine Express также обслуживает часть линии с ежечасными рейсами с вокзалов Redcar Central и Мидлсбро в Йорк, Лидс и аэропорт Манчестера.
Подвижной состав на линии в основном составляют дизельные поезда Класс 156 и Класс 158 принадлежащие Northern Trains и дизельные поезда Класс 185 железнодорожного оператора TransPennine Express.
Поезда класса 156 и 158 постепенно проходят модернизацию. Обновлённые составы получают бесплатный доступ в Интернет через Wi-Fi, новые информационные дисплеи для пассажиров и обновленный интерьер.
В 2018 году были завершены работы по модернизации дизель-поездов класса 185 оператора TransPennine Express. Работы по обновлению поездов были выполнены в рамках инвестиций в размере 32 миллионов фунтов стерлингов.
Ранее на линии также работали рельсовые автобусы класса 142, которые постепенно вывели из эксплуатации после 2020 года.
Маршрут линии проходит через станции Bishop Auckland, Шилдон, Ньютон Айклиф, Хайингтон, North Road, Дарлингтон, Мидлтон Сейнт Джордж, Тиссайд (аэропорт), Allens West, Иглсклифф, Торнаби, Мидлсбро, South Bank, South Bank, Redcar East, Longbeck, Marske и Marske.

## История
Участок линии между Бишоп-Оклендом и Дарлингтоном (до присоединения к Главной линии Восточного побережья), а также участок между Динсдейлом (около Мидлтон-Сейнт-Джордж) и Иглсклиффом проходят по первоначальному маршруту Стоктон-энд-Дарлингтонской железной дороги, открытие которого датируется 1825 г.
Линия от Мидлсбро до Солтберна, а также грузовая линия до шахты Боулби были частью дороги Союза Уитби, Редкар и Мидлсбро до закрытия линии 5 мая 1958 года.
В марте 2015 года рядом с линией Долины Тис, к югу от Хейингтона, был проложен электрифицированный участок пути с тупиком длиной 1 км (0,62 мили). Участок принадлежит заводу Hitachi Rail в Ньютон-Эйклиффе, где проводили и проводят низкоскоростные испытания поездов, в том числе новейших МВПС, таких как класс 800, 801, 805, 807, 810 и 385.

## Наименее используемые станции
До прекращения использования станции Redcar British Steel, в 2019 году, линия Тис Вэлли имела две самые малоиспользуемые станции в Великобритании.

### Redcar British Steel
В 2017—2018 годах Redcar British Steel была наименее используемой станцией в Великобритании: с неё было совершено всего около 40 поездок. До приостановки движения в декабре 2019 года Redcar British Steel обслуживали два поезда в утренние часы пик (в 07:57 до Бишоп-Окленд и 08:25 до Солтберна) и два поезда во время вечернего пика (16:58 до Мидлсбро и 18:17 в Солтберн).

### Teesside Airport
В 2012-13 и 2013—2014 годах станция аэропорт Тиссайд была наименее используемой станцией в стране: в оба периода совершалось всего 8 пассажирских рейсов в год.
После изменения расписания в декабре 2019 года, поезда останавливаются на станции один раз в неделю. В настоящее время единственный парламентский рейс отправляется из Хартлпула по воскресеньям. По расписанию поезд заходит в аэропорт Тиссайд в 14:54, а затем направляется в Дарлингтон.

## Станции
| Название станции       | Координаты          | Примечания     |
| ---------------------- | ------------------- | -------------- |
| Bishop Auckland        | 54.6572°N 1,678°W   |                |
| Shildon                | 54.6262°N 1,6367°W  |                |
| Newton Aycliffe        | 54.6137°N 1,5897°W  |                |
| Heighington            | 54.5971°N 1,5818°W  |                |
| North Road             | 54.5357°N 1,5537°W  |                |
| Darlington             | 54.5207°N 1,5467°W  |                |
| Dinsdale               | 54.5150°N 1,4671°W  |                |
| Teesside Airport       | 54.5185°N 1,4253°W  |                |
| Allens West            | 54.5246°N 1,3616°W  |                |
| Eaglescliffe           | 54.5301°N 1,3497°W  |                |
| Thornaby               | 54.5592°N 1,302°W   |                |
| Middlesbrough          | 54.5791°N 1,2345°W  |                |
| Cargo Fleet            | 54.577°N 1,2094°W   | Закрыта в 1990 |
| South Bank             | 54.5840°N 1,1763°W  |                |
| Grangetown             | 54.5885°N 1,1521°W  | Закрыта в 1991 |
| Warrenby Halt          | 54.6156°N 1,1135°W  | Закрыта в 1978 |
| Redcar British Steel   | 54.6098°N 1,1126°W  |                |
| Redcar Central         | 54.6160°N 1,0703°W  |                |
| Redcar East            | 54.6091°N 1,05193°W |                |
| Longbeck               | 54.5893°N 1,0310°W  |                |
| Marske                 | 54.5874°N 1,0195°W  |                |
| Saltburn               | 54.5834°N 0,9752°W  |                |
| Zetland Hotel platform | 54.5837°N 0,9715°W  | Закрыта в 1983 |

## В культуре
Линия Тис Вэлли представлена в серии компьютерных игр Train Sim World разработчика Dovetail Games.